# بنو عواض (یمن)
 بنو عواض  (در عربی:  بَنو عَواض )
نام روستایی است در دهستان العَوْد از توابع استان مَحویت در کشور یمن در شبه جزیره عربستان.

## جمعیت
جمعیت آن (۲۳۸ ) نفر (۱۷ خانوار) می‌باشد.